# Torneo di Newport News 1982
Il Torneo di Newport News 1982 è stato un torneo di tennis giocato sul sintetico indoor. È stata la 1ª edizione del torneo, che fa parte dei Tornei di tennis femminili indipendenti nel 1982. Si è giocato a Newport News negli USA dall'11 al 17 gennaio 1982.

## Campionesse

### Singolare
Helena Suková ha battuto in finale  Pat Medrado con il punteggio di 6–2, 6–7, 6–0

### Doppio
Marcella Mesker /  Carol Lynn Baily hanno battuto in finale  Lucia Romanov /  Corinne Vanier con il punteggio di 6–2, 6–1